# Jatobá do Piauí
Jatobá do Piauí är en kommun i Brasilien.   Den ligger i delstaten Piauí, i den östra delen av landet, 1 400 km nordost om huvudstaden Brasília. Antalet invånare är 4 637.
Omgivningarna runt Jatobá do Piauí är huvudsakligen savann. Runt Jatobá do Piauí är det mycket glesbefolkat, med 6 invånare per kvadratkilometer.